# Spalax carmeli
Spalax carmeli é uma espécie de roedor da família Spalacidae. Endêmica do norte de Israel, onde é registrada em Kabri, Zippori, Mt. Carmel, e Afiq.